# Stenobelodon
Stenobelodon is een geslacht van uitgestorven slurfdieren, dat voorkwam in het Laat-Mioceen. Stenobelodon is een geslacht van uitgestorven Proboscidea behorende tot Amebelodontidae, een groep probosciden verwant aan de moderne olifanten en hun naaste verwant de mammoet. Twee geldige soorten worden momenteel in dit geslacht geplaatst, dat endemisch was voor Noord-Amerika. 

## Taxonomie
De typesoort Stenobelodon, S. floridanus, werd oorspronkelijk door Joseph Leidy in 1886 beschreven als Mastodon (Trilophodon) floridanus, maar werd vervolgens in de 20e eeuw toegewezen aan Amebelodon. Een aantal paleontologen twijfelden echter aan de plaatsing van floridanus in Amebelodon, en Lambert (2023) schiep Stenobelodon voor S. floridanus.